# Zlot ZHP „Gdańsk 2018”

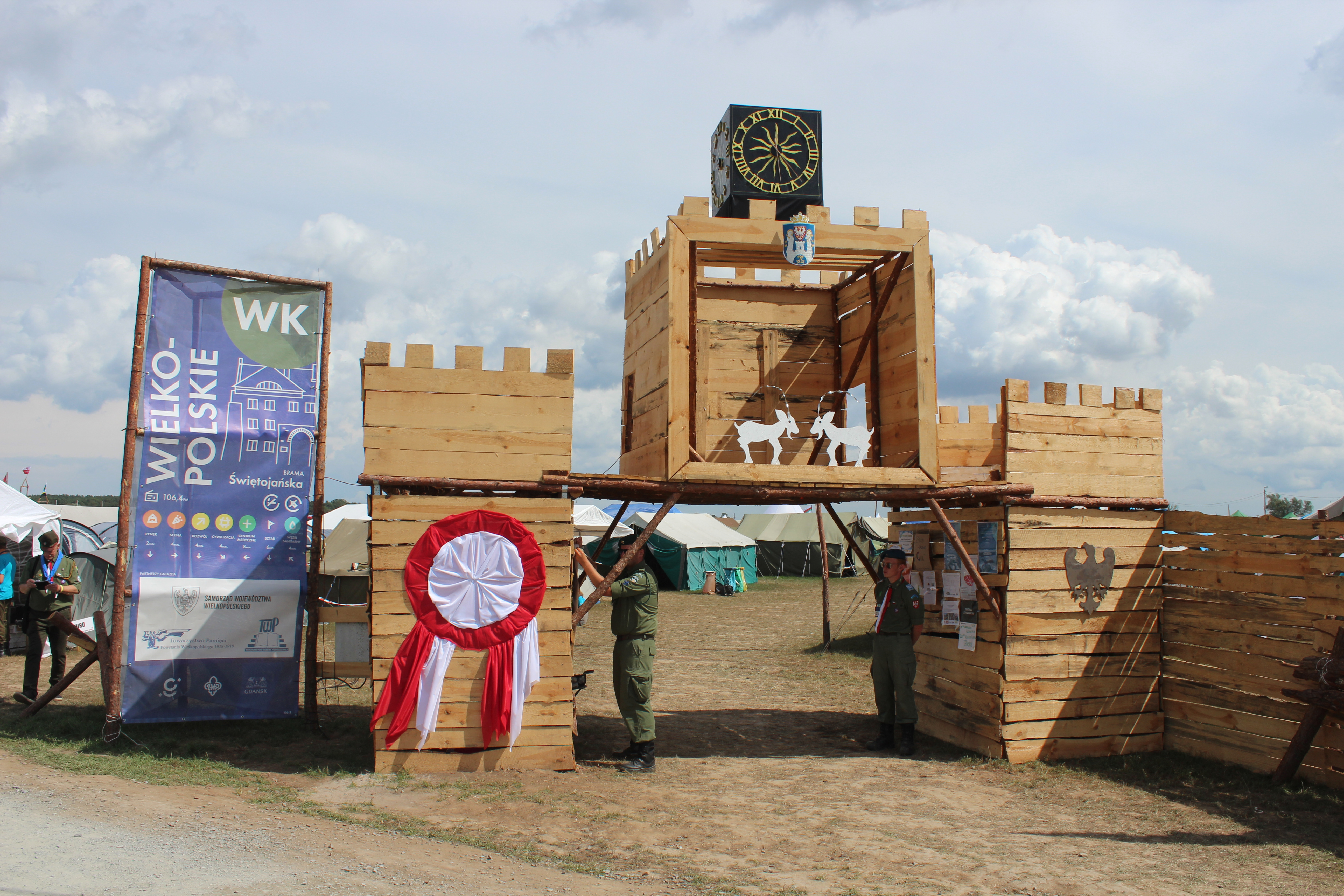
Gniazdo Wielkopolskie

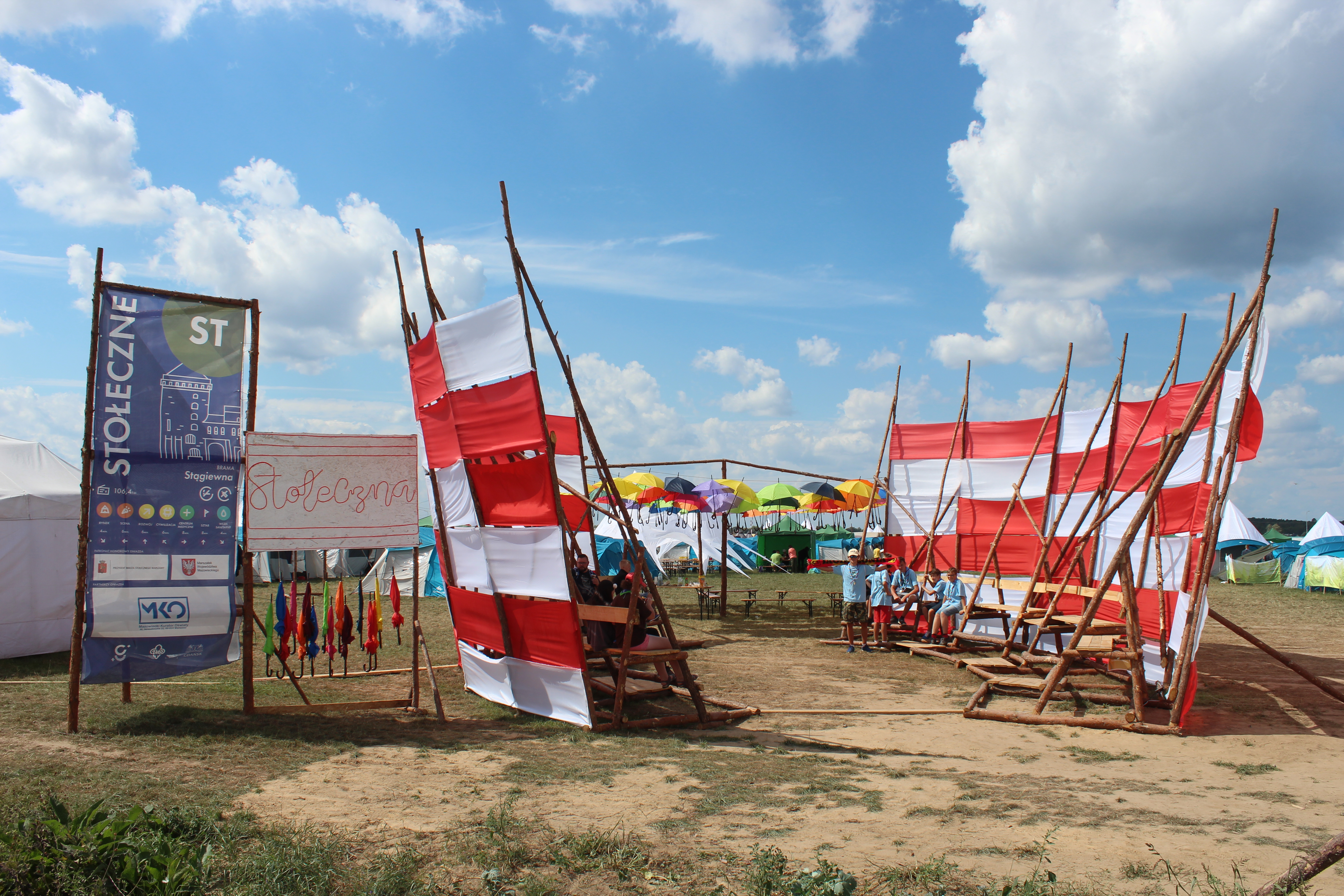
Gniazdo Stołeczne

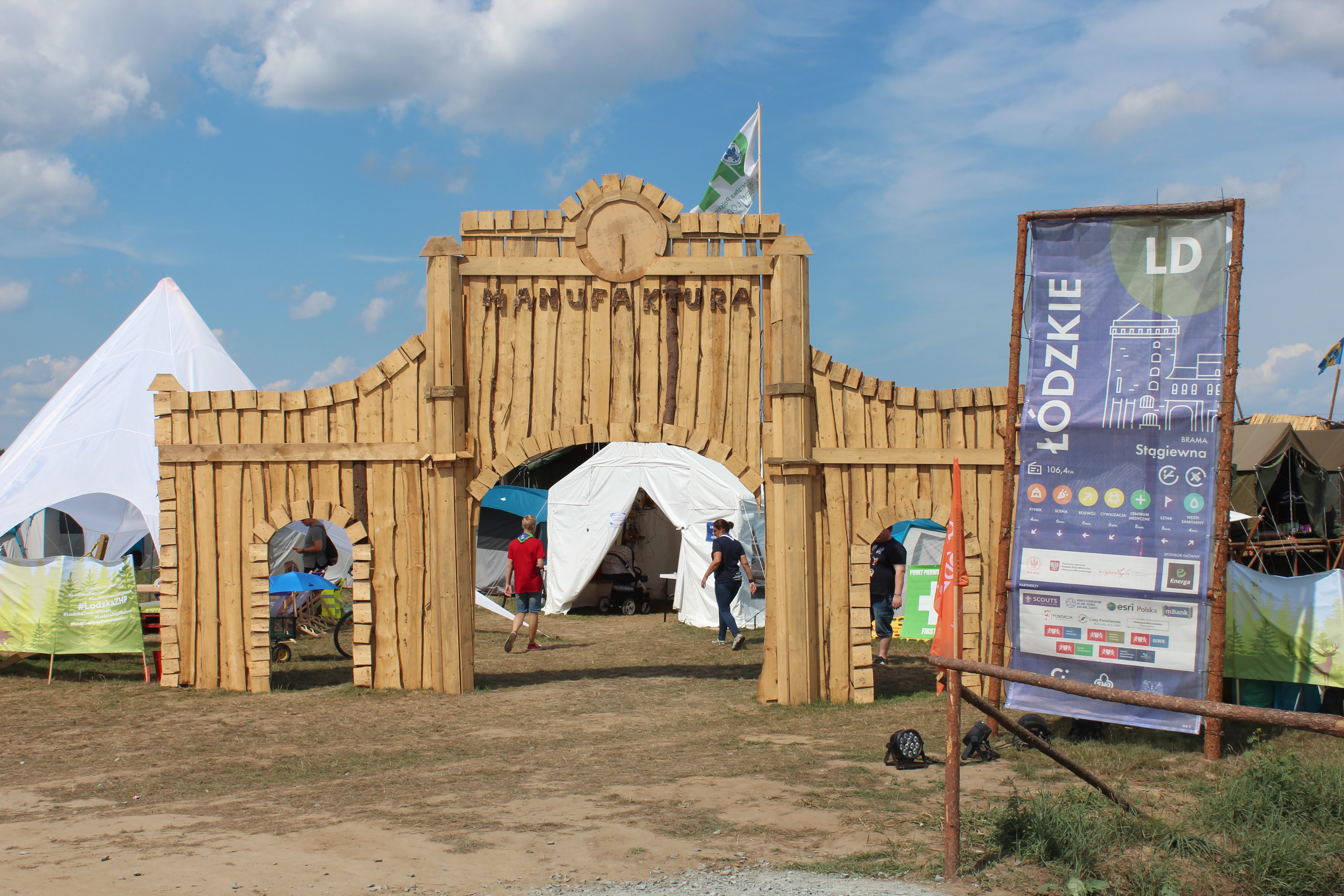
Gniazdo Łódzkie

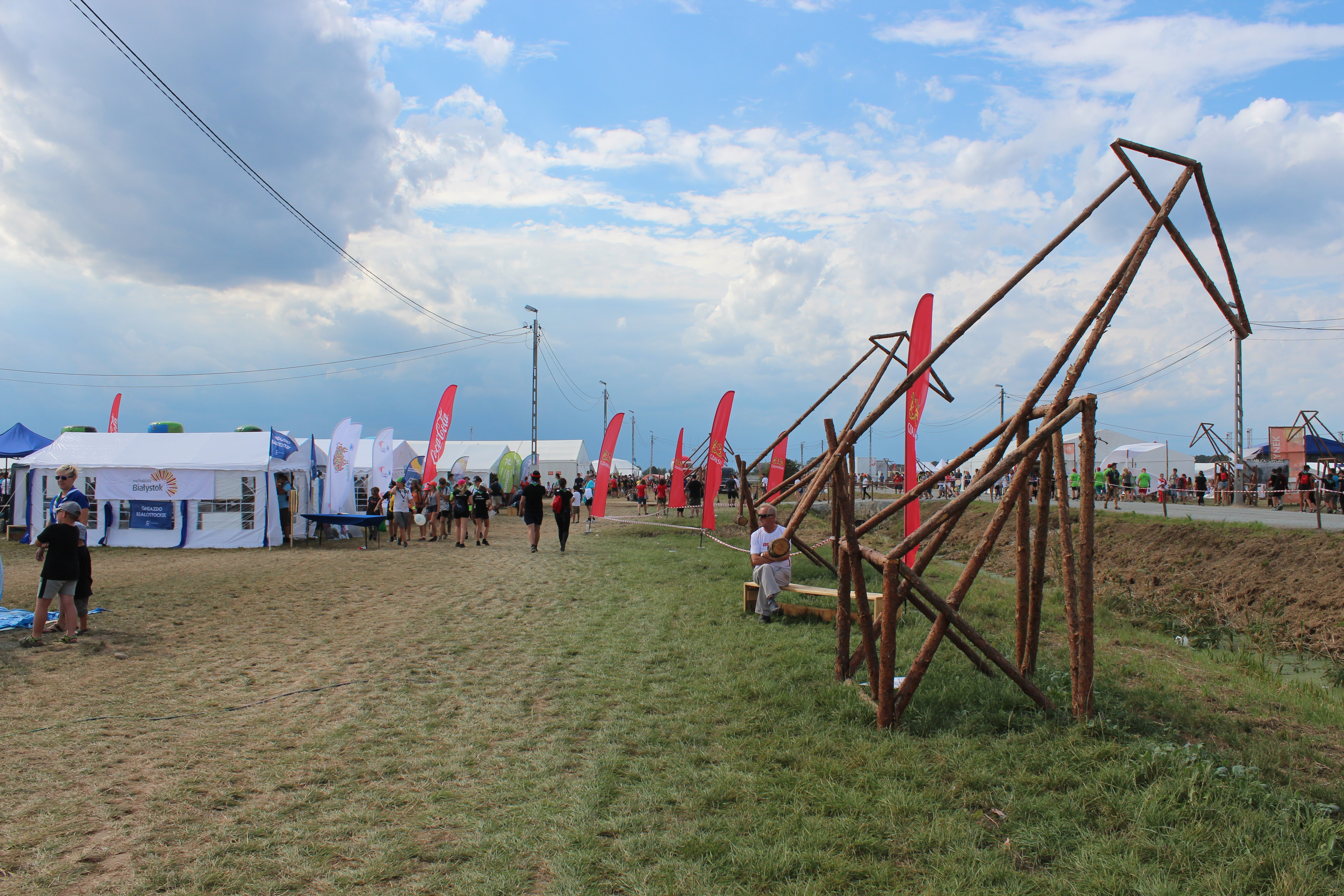
Aleja zlotowa

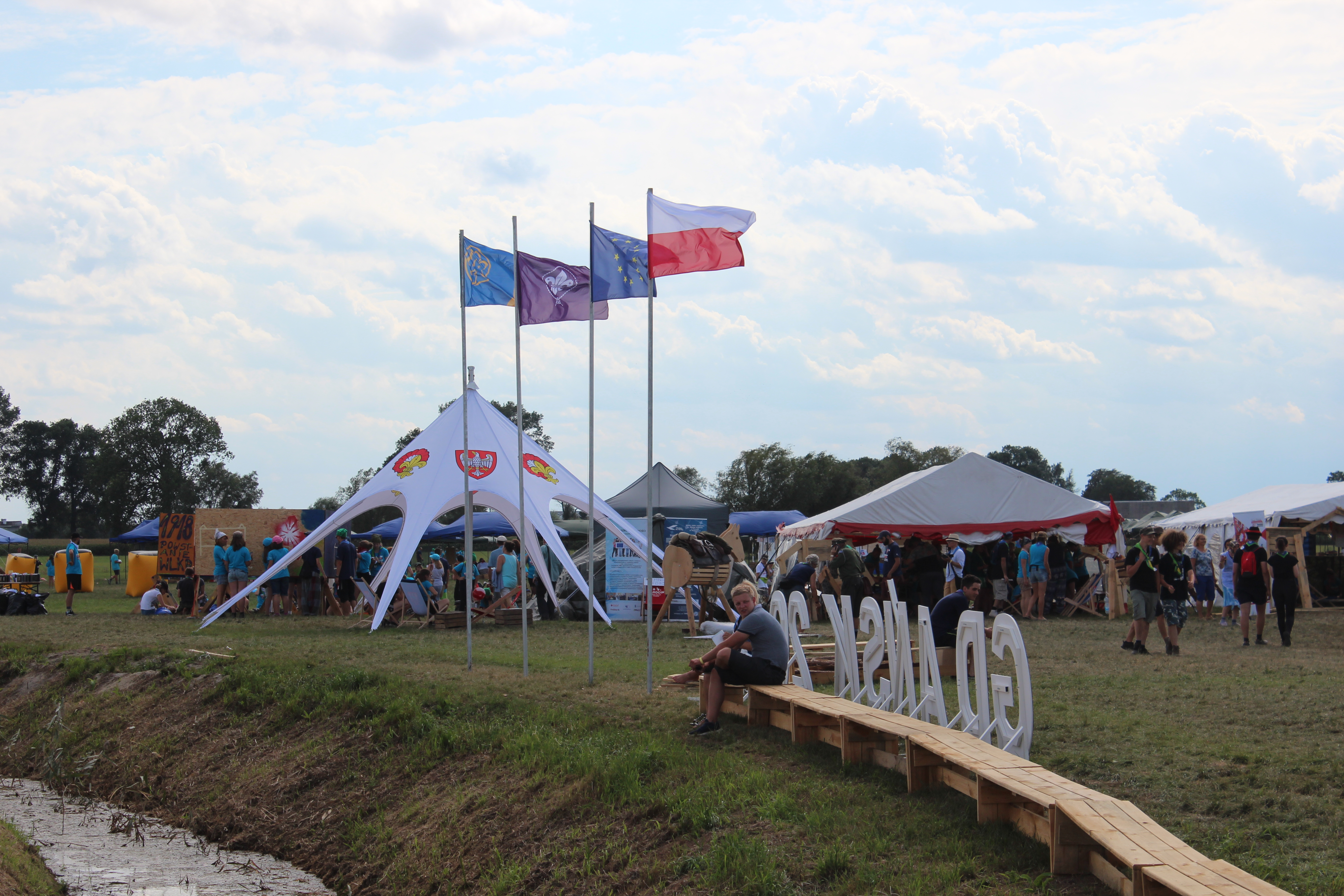
Miejsce programowe

Zlot ZHP „Gdańsk 2018” – zlot harcerski zorganizowany w Gdańsku, na Wyspie Sobieszewskiej, w dniach 6–16 sierpnia 2018 (oficjalnie otwarcie 7 sierpnia, zamknięcie 15 sierpnia), dla uczczenia stulecia odzyskania przez Polskę niepodległości oraz stulecia Związku Harcerstwa Polskiego. Hasło przewodnie zlotu brzmiało Przyszłość zaczyna się dzisiaj, nie jutro. 

## Organizacja zlotu
Uchwałę o organizacji zlotu podjęła Główna Kwatera ZHP  22 lutego 2017.
Miasteczko zlotowe zlokalizowano na obszarze 120 ha Wyspy Sobieszewskiej, natomiast centrum logistyczne w kompleksie targowym AmberExpo w Letnicy. Do obsługi zlotu oraz odwiedzających gości uruchomiono specjalną komunikację obsługiwaną przez 85 autobusów. 
W zlocie, według różnych źródeł, uczestniczyło 13–15 tys. uczestników – wśród nich harcerze ZHP w wieku od 6 do 21 lat, około 1000 kadry harcerskiej, przedstawiciele innych organizacji harcerskich, 500 gości skautowych z 27 krajów, m.in. Białorusi, Hongkongu, Nepalu, Szwecji, Ukrainy i Wielkiej Brytanii, oraz polonijni harcerze z Kanady i Stanów Zjednoczonych. 
Komendantem zlotu był Karol Gzyl – zastępca Naczelnika ZHP.
Na czas zlotu prezydent Gdańska Paweł Adamowicz przekazał harcerzom symboliczne klucze do bram miasta.
W trakcie oficjalnego otwarcia zlotu nastąpiło odnowienie przyrzeczenia harcerskiego przez wszystkich jego uczestników. O godz. 14.00 tego dnia 12 tys. harcerzy ubranych w białe lub czerwone koszulki stworzyło największą żywą flagę Polski, bijąc rekord Guinnessa.  
Na program imprezy składa się siedem modułów m.in. edukacyjny, ekologiczny oraz służby. Harcerze pełnili służbę dla społeczeństwa i środowiska, m.in. pracowali na rzecz lasów na Kaszubach i Kociewiu oraz budowali budki lęgowe dla ptaków. Wzięli udział w grach miejskich, warsztatach kreatywnych, zajęciach wodnych i żeglarskich, zwiedzali gdańskie muzea i atrakcje turystyczne regionu, jak np. zamek w Malborku. Pełnoletni wędrownicy i instruktorzy, zdobywając odznakę Harcerska Kropla Braterstwa, oddali łącznie prawie 60 litrów krwi.
Podczas zlotu Rada Naczelna ZHP zorganizowała konferencję Nasze miejsce w stuleciu Polski. 
Gośćmi zlotu byli m.in. Prezydent Rzeczypospolitej Polskiej Andrzej Duda – protektor ZHP, premier Mateusz Morawiecki, pisarka Katarzyna Bonda, podróżnik Aleksander Doba, Rzecznik Praw Dziecka Marek Michalak i muzyk Czesław Mozil.
W trakcie zlotu Związek Harcerstwa Polskiego został wyróżniony Odznaką Honorową za Zasługi dla Ochrony Praw Dziecka.
W miejscu zlotu w 2020 miało zostać zorganizowane Europejskie Jamboree Skautowe.